# Shining Force III
Shining Force III (シャイニング・フォースⅢ シナリオ１ 王都の巨神?, Shining Force III Scenario 1: Outo no kyoshin) è un videogioco di ruolo sviluppato da Camelot Software Planning e pubblicato nel 1997 da SEGA per Sega Saturn. Terzo capitolo della serie di videogiochi Shining, il titolo costituisce la prima parte di una trilogia distribuita esclusivamente in Giappone. I seguiti diretti di questo gioco sono Shining Force III Scenario 2: Nerawareta miko (シャイニング・フォースⅢ シナリオ２ 狙われた神子?) e Shining Force III Scenario 3: Hyouheki no jashinguu (シャイニング・フォースⅢ シナリオ３ 氷壁の邪神宮?), pubblicati rispettivamente nell'aprile e nel settembre dell'anno successivo.
Per i giocatori che collezionarono tutti e tre i volumi, la Camelot Soft rese disponibile un disco aggiuntivo numerosi contenuti aggiuntivi, come artwork e scene aggiuntive.
Negli Stati Uniti ed in Europa invece è stato pubblicato soltanto il primo volume, benché per accedere al vero finale del videogioco fosse necessario completare tutti e tre i volumi. Questo stesso concept fu successivamente utilizzato in Suikoden III.